# Debre Damo
Debre Damo je ime kamene litice spljoštenog vrha i utvrđenog manastira iz 6. stoljeća na njezinom vrhu u sjevernoj Etiopiji. Po etiopskoj legendi manastir je osnovao sirijski monah Abuna Aregavi.
Manastir se nalazi u izoliranom planinskom kraju, u sjevernoj etiopskoj regiji Tigraj, u okolici grada Aksuma. 
Manastirska crkva podignuta je na vrhu kamene litice, na kojoj je ravni plato (amba) u obliku šiljatog trokuta, dužih stranica oko 800 m, kraća stranica je duga oko 300 m. Plato na vrhu je okružen strmim liticama. Do manastira se može doći samo s jedne strane uskom strmom stazom, a posljednjih 15 metara do vrha treba se uspeti užetom uz pomoć monaha. Pristup manastiru dopušten je jedino muškim posjetiteljima.
Plato je plodan, te monasi na njemu uzgajaju pšenicu, ječam i proso, drže stoku i posjeduju bunare. Na istočnom dijelu platoa, nalazi se manastirska crkva, vjerojatno jedna od najstarijih u Etiopiji, okružena kružnim zidom od 2 metra visine. Izgrađena je prije 9. stoljeća za vladavine cara Gabra Maskala. To je kamena građevina na dva kata, pravokutnog tlocrta s malim portikom. U blizini crkve nalazi se još jedna kamena građevina okružena zidinama, u kojoj se nalazi manastirsko blago koje se sastoji od vrijedne zbirke starih rukopisa.
Pored tog manastir ima blagovaonu, kapelu, pojedinačne monaške ćelije, knjižnicu, prostoriju za odmor i molitvu, sve građevine su izgrađene oko malog vrta.
Manastir Debre Damo ostao je neosvojiv i pošteđen razaranja za velike ofenzive Ahmada Granja u 16. st., tu je našao sigurno utočište i tadašnji etiopski car Davit II. (1508. – 1540.), kasnije je manastir služio kao zatvor za članove vladarske obitelji.
Manastir djeluje i danas, u prošlosti je bio važno sjedište etiopske kulture i pismenosti.

## Istraživanja i sanacija
Prva temeljita arheološka ispitivanja manastira napravila je ekipa njemačkih stručnjaka koju je vodio E. Littman na početku 20. st. Britanski istraživač David Buxton posjetio je manastir 1940-ih, i vidio da crkva samo što se nije srušila. Nekoliko godina kasnije, engleski arhitekt D.H. Matthews pomagao je u renovaciji zgrada, koja je uključivala i obnovu jednog od zidova, koji je izgrađen kombinacijom drvenih greda i kamenih blokova (karakterističnim načinom gradnje za aksumitsku arhitekturu).

## Vanjske poveznice
- Debre Damo Monastery. Tigray Net, 21. studeni 2008. (engl.)